# Шолкум
Шолкум (каз. Шөлқұм) — село в Казалинском районе Кызылординской области Казахстана. Входит в состав Шакенского сельского округа. Код КАТО — 434465500.

## Население
В 1999 году население села составляло 182 человека (105 мужчин и 77 женщин). По данным переписи 2009 года, в селе проживали 142 человека (80 мужчин и 62 женщины).